# American Vandal
American Vandal è una serie televisiva statunitense trasmessa a livello internazionale su Netflix dal 15 settembre 2017 al 14 settembre 2018. La serie, girata sotto forma di falso documentario attraverso la tecnica del mockumentary, rappresenta una satira di alcuni documentari basati su veri crimini, come Serial o Making a Murderer.
Nell'ottobre 2017 Netflix rinnova la serie per una seconda stagione da 8 episodi, la quale sarà distribuita il 14 settembre 2018 in tutti i territori in cui il servizio on demand è disponibile.
Il 26 ottobre 2018, la serie viene cancellata dopo due stagioni, tuttavia è stato annunciato che i produttori vogliono vendere la serie ad altre reti.

## Trama
Prima stagione
La serie racconta di un ragazzo, Dylan Maxwell, il tipico buffone della classe che viene accusato ingiustamente di avere commesso un atto vandalico nel parcheggio della scuola, ai danni di 27 insegnanti, imbrattando le loro automobili con dei disegni fallici per un ammontare di 100.000 dollari di danno. Il ragazzo viene espulso dalla scuola, con l'unica prova in possesso dell'accusa: la dichiarazione di un compagno che afferma di avere visto Dylan nell'atto di imbrattare le macchine. L'evento spinge Peter Maldonado, conduttore del telegiornale della scuola, a realizzare un documentario in cui racconta la versione di Dylan ed investiga a proposito dell'atto vandalico, per scagionare quest'ultimo ma soprattutto per scoprire chi è il vero colpevole.
Seconda stagione
Il documentario realizzato da Peter e dal suo amico e co-produttore, Sam, riscuote un enorme successo non solo nella loro scuola, ma nel circuito nazionale, tanto che Netflix decide di acquistarne i diritti, modificarlo e pubblicarlo nella sua piattaforma. Ciò causa un'enorme popolarità per Peter, che riceve continue richieste di occuparsi di altri casi e realizzare una seconda stagione di American Vandal (tra cui un reale caso di omicidio). Tra questi, attira la loro attenzione un video mandato da Chloe, una ragazza che studia alla scuola privata cattolica St.Bernardin. Come progetto scolastico nel corso del loro ultimo anno di liceo, Peter e  Sam si recano nello stato di Washington, dove al St. Bernardin, si è consumato un evento scandaloso, il cosiddetto "Brownout", ad opera di un criminale il cui account sui social media è "Il bandito della cacca" e per il quale è stato accusato Kevin McClain.

## Episodi
| Stagione         | Episodi | Pubblicazione USA | Pubblicazione Italia |
| ---------------- | ------- | ----------------- | -------------------- |
| Prima stagione   | 8       | 2017              | 2017                 |
| Seconda stagione | 8       | 2018              | 2018                 |

## Personaggi e interpreti

### Principali
- Peter Maldonado (stagioni 1-2), interpretato da Tyler Alvarez, doppiato da Alessio Puccio.
- Sam Ecklund (stagioni 1-2), interpretato da Griffin Gluck, doppiato da Leonardo Caneva.
- Dylan Maxwell (stagione 1), interpretato da Jimmy Tatro, doppiato da Alessio Nissolino.
- Kevin McClain (stagione 2), interpretato da Travis Tope.
- DeMarcus (stagione 2), interpretato da Melvin Gregg.
- Taylor Dearden (stagione 2)
- DeRon Horton (stagione 2)

### Ricorrenti

#### Prima stagione
- Gabi Granger, interpretata da Camille Hyde, doppiata da Perla Liberatori.
- Spencer Diaz, interpretato da Eduardo Franco, doppiato da Stefano Broccoletti.
- Brandon Galloway, interpretato da Lukas Gage.
- Jared Hixenbaugh, interpretato da Joe Farrell, doppiato da Stefano Billi.
- Denise Kavanagh, interpretata da Dendrie Taylor, doppiata da Gilberta Crispino.
- Greg Kavanagh, interpretato da Larry Joe Campbell.
- Brianna "Ganj" Gagne, interpretata da Jessica Juarez, doppiata da Melissa Maccari.
- Lucas Wiley, interpretato da Lou Wilson, doppiato da Davide Capone.
- Mackenzie Wagner, interpretata da Camille Ramsey, doppiata da Chiara Oliviero.
- Alex Trimboli, interpretato da Calum Worthy, doppiato da Simone Veltroni.
- Christa Carlyle, interpretata da G. Hannelius, doppiata da Valeria Vidali.
- Ming Zhang, interpretato da Cody Wai-Ho Lee.
- Sara Pearson, interpretata da Saxon Sharbino.
- Sophia Gutierrez, interpretata da Gabriela Fresquez.
- Steven "Kraz" Krazanski, interpretato da Ryan O'Flanagan, doppiato da Mirko Mazzanti.
- Erin Shapiro, interpretata da Karly Rothenberg, doppiata da Beatrice Margiotti.
- Keene, interpretato da Matt Miller, doppiato da Fabrizio Russotto.
- Madison Kaplan, interpretata da Ayli Bayramoglu.

#### Seconda stagione
- Crowder, interpretato da Adam Ray.